# Lagoa Santa Lúcia
Lagoa Santa Lúcia (ou Barragem Santa Lúcia) é uma lagoa artificial formada pelo represamento do córrego do Leitão, no bairro Luxemburgo, em Belo Horizonte, Minas Gerais. O empreendimento foi construído no final da década de 1960, para contenção de enchentes, comuns no córrego do Leitão. A lagoa é conhecida na região pela festa de passagem de ano.
A construção da barragem de Santa Lúcia não foi suficiente para conter as enchentes comuns na região, como as enchentes que ocorreram em janeiro de 2020, que danificaram a avenida Prudente de Morais e o entorno.